# バロー＝イン＝ファーネス
バロー＝イン＝ファーネス (Barrow-in-Furness, カンブリア語: Barragh-yn-Faiddis) は、イギリス・イングランドのカンブリア州にあるタウン。かつてはそのタウンを中心とする地区（バラ） (Barrow-in-Furness (borough)) の名称でもあった。アイルランド海に面した港湾と造船業の町であり、バローの略称でも知られている。

## 地理
アイルランド海・モーカム湾に突き出したファーネス半島の先端に位置する。
首都ロンドンから北西350km（220マイル）の距離にある。マンチェスターの北西95km（59マイル）に所在し、カンブリアのカウンティ・タウン（州都）であるカーライルは南南西87km（54マイル）の位置にある。

## 歴史
歴史的にはランカシャーの一部に含まれる地域である。中世には有力な修道院の一つだったファーネス修道院が栄えたが、16世紀のヘンリー8世の宗教改革で修道院が解体されて以降は寂れた。19世紀中頃の産業革命の到来によって、それまで小さな漁村であったバロー・イン・ファーネスには、イングランド各地やスコットランドから大量の人口が流入した。
水深の深い水域が陸の近くまで来ていたことから、バローは鉄鉱石やスレートの格好の積み出し港となり、1846年に内陸の鉱山と港をつなぐファーネス鉄道が開通した。やがて沿岸部には製鉄所が建設された。良港を抱えた立地は、鉄鋼を輸出するのに理想的であった。バローは急成長を遂げ、また地元で生産された鋼によって造船業も栄えることになった。
19世紀初頭に2,000人ほどだった地域人口は、1861年には9,000人以上になった。1867年にバローが市（カウンティ・バラ）に昇格すると、ファーネス鉄道と製鉄所の社長を兼務していたジェームス・ラムズデンが初代市長になった。人口は、1871年には10年前のほぼ倍である18,000人に、さらにその10年後の1881年には50,000人近くにまで急激に増加した。この人口の急増に対して、ラムズデンら市当局は都市計画を作成し、計画的に街路や建物を建造することで対応した。このことから、バローは近代的な都市計画に基づいて作られたイングランドで最も古い都市のひとつともされる。（→モデル村も参照）

### 造船の町として
バローは西側のウォルニー島が天然の防波堤となって、外海からの波の影響を受けにくい地形であることから、産業革命期の早い段階から造船に適した地と見られていた。1850年代に建造されたJane Roper号がその最初の1隻とされている。
1867年にデヴォンシャー・ドックが開業したのを皮切りにバローにおける近代的造船業の発展が始まり、1871年には造船所と製鉄所を統合した「バロー・シップビルディング・カンパニー」が設立された（社長は前述のラムズデンである）。エクリプス級防護巡洋艦ジュノーなどを建造するなど、造船所はイギリス海軍艦の重要な建造社のひとつになった。1897年にヴィッカースによって買収されたが、その後も造船所は拡大を続けた。ヴィッカースは水道を挟んだ対岸のウォルニー島を買収し、1900年代から労働者の居住用の新しい計画都市区画（ヴィッカース・タウン）を作った。20世紀のバローはヴィッカース社の企業城下町として発展していく。
19世紀末以降拡大された造船所はやがてイギリスで有数、つまりは当時の世界最大級の規模になり、多数の客船、貨物船、そして軍艦を建造した。第一次世界大戦中にバローの人口は82,000人を超えてピークに達した。
1901年にイギリス海軍初の潜水艦「ホランド1」を建造して以来、1914年までにイギリスで建造された潜水艦の9割以上はバローのヴィッカースで建造された。この伝統が現在も受け継がれている（→産業の項）。ヴィッカースはまた飛行船の建造にも乗り出し、ウォルニー島の北側に現在も残る飛行場を建設した。
第二次世界大戦では造船所、製鉄所がドイツ空軍の標的となり、数度にわたって大規模な空襲を受けた（→Barrow Blitz）。ウォルニー島飛行場に戦闘機隊が常駐し、市街や周辺の各所に対空砲陣地が作られ、空襲に対抗した。空襲の被害は市街地にも及び、最終的に空襲で83人が死亡、11,000棟以上の家屋が破壊された。しかし造船所も製鉄所も完全に破壊されることはなく、終戦までその機能を維持し続けた。
1951年に人口が78,000人に迫り第二のピークを迎えたが、その後製鉄業は海外との競争から脱落して落日を迎えた。1963年に製鉄所が閉鎖、その3年後にはファーネス地方で最後に残っていた鉱山も閉山し、鉱石の積み出し港・鉄鋼の輸出港としての機能は失われた。しかし造船業は21世紀となった現在も（企業はヴィッカースから国営化を経てBAEシステムズと変遷したが）存続している。

## 産業
1960年代から原子力潜水艦の建造を専門的に扱うようになった。第二次世界大戦の終結後は一部で廃業する企業もあったが、潜水艦の建造に関わる企業は地域の主要産業、そして雇用主として残った。ヴァンガード級原子力潜水艦の全ては、この地域で建造された。冷戦の終結による軍事費の減少でも多数の失業者を被ったが、BAE システムズの傘下で潜水艦の生産設備はイギリス随一を誇る規模で存続している。
こうしたバロー・イン・ファーネスの造船業の歴史は、The Dock Museumで観ることができる。

## スポーツ
- バローAFC

## 出身人物
- エムリン・ヒューズ - サッカー選手
- ゲーリー・スティーヴンス - サッカー選手

## 日本との関係

### 戦艦三笠
日本海軍の戦艦三笠もこの街で建造された。当時、起工した戦艦の訓練などのために日本海軍がこの地を訪れており、その際に市長が彼らを夕食会に招待している。
またバロー・イン・ファーネスの西側にあるウォルニー島には戦艦三笠を記念し、Mikasa Streetと名付けられた通りが存在する。道自体は住宅地の一般道路で、記念碑などの類は存在しない。この通りは前述のヴィッカース・タウンの中にあり、町の通りはヴィッカースが建造した艦船の名前から命名されており、その一つがMikasa Streetである。
今でもタウンホールの市長室には、東郷平八郎より贈られた記念品が飾られている。

## フィクションにおいて
ウィルバート・オードリーの絵本シリーズ『汽車のえほん』（およびその映像化作品『きかんしゃトーマス』）の舞台であるソドー島は、バロー＝イン＝ファーネスの西にあると設定されており（実在するウォルニー島も組み込まれている）、作中のノース・ウェスタン鉄道本線はバロー＝イン＝ファーネス駅が出発駅となっている。